# Dvořákův platan
Dvořákův platan je památný strom v Karlových Varech pojmenovaný po skladateli Antonínu Dvořákovi. Platan javorolistý (Platanus hispanica) je široce rozložitý strom s nízkým tlustým kmenem, který stojí samostatně před Sadovou kolonádou v Dvořákových sadech poblíž sochy Antonína Dvořáka v Karlovarském kraji. Obvod jeho kmene měří 472 cm a výška stromu je 22 m (měření 2004).
Platan je chráněn od roku 1985 pro svůj vzrůst a dendrologickou hodnotu.

## Stromy v okolí
- Antonín
- Sadový platan
- Duby u Richmondu
- Buky hraběte Chotka